# دیده‌بان (فیلم)
دیده‌بان فیلمی به کارگردانی و نویسندگی ابراهیم حاتمی‌کیا محصول سال ۱۳۶۷ است. این فیلم در تاریخ ۳۱ خرداد ۱۳۶۸ در سینماهای ایران اکران شده است. محسن مخملباف تدوین‌کننده این فیلم است. نسخهٔ مرمت شدهٔ فیلم دیده‌بان در سی و هفتمین دورهٔ جشنوارهٔ جهانی فیلم فجر
و در بخش «فیلم‌های کلاسیک مرمت‌شده» به نمایش درآمد.

## خلاصه داستان
ارتباط خط کمین با نیروهای خودی توسط دشمن قطع شده و احتمال سقوط منطقه بسیار زیاد است. مقابله و مقاومت نیروها در مقابل دشمن نیازمند حضور دیده‌بان جهت هدایت آتش سنگین است. عارفی برای پیوستن به خط کمین و دیده‌بانی باید از مسیری عبور کند که زیر آتش شدید دشمن عراقی قرار دارد.

## جشنواره‌ها
- برنده جایزه ویژه هیئت داوران بهترین کارگردانی در هفتمین دوره جشنواره فیلم فجر - ۱۳۶۷
- برنده سیمرغ بلورین بهترین فیلم دوم (بخش فیلم‌های اول و دوم) در هفتمین دوره جشنواره فیلم فجر - ۱۳۶۷

## حضور در جشنواره‌های جهانی
- چهل و هفتمین جشنواره بین‌المللی فیلم لوکارنو - سوئیس (۱۳۷۳)
- سومین جشنواره بین‌المللی فیلم داکا - بنگلادش (۱۳۷۳)
- بیست و ششمین جشنواره بین‌المللی فیلم پزارو - ایتالیا (۱۳۶۹)